# Proyecto Cumbre
Proyecto Cumbre es el nombre por el que se conoce a una agrupación de expedicionarios venezolanos.
Conformado originalmente por un grupo de amigos aficionados al montañismo, son el único grupo de venezolanos que ha alcanzado las cimas más altas de Norte y Sur América, Europa, Asia y la Antártida. Han escalado varias de las montañas de más de 8.000 metros de la cordillera del Himalaya y fueron los primeros venezolanos en alcanzar el Everest, el 23 de mayo de 2001. Además de sus actividades de montañismo han incursionado en travesías, son los únicos venezolanos en llegar en travesías con esquí a ambos Polos geográficos y en cruzar Groenlandia de este a oeste.

## Miembros
Los miembros fundadores de Proyecto Cumbre son: 
- Carlos Calderas (Médico) pionero en el campo de la Medicina de Montaña en Venezuela, es cardiólogo en el Hospital Urológico San Román de Caracas.
- Carlos Castillo, (Ingeniero) Mecánico de la Universidad Simón Bolívar y máster en Diseño y Fabricación Asistida por Computadorade la Universidad Politécnica de Valencia, España, con 22 años de experiencia en montañismo y escalada en roca, ha realizado escaladas en la cordillera de los Andes, Alpes e Himalaya (Gasherbrum II 8.035 m), Estados Unidos y Europa (Mont Blanc), miembro de la primera expedición venezolana al Everest. Campeón nacional de escalada año 1997 y 1998.
- José Antonio Delgado Sucre, fue miembro del Proyecto Cumbre en la expedición al Everest y fue el miembro del equipo que efectivamente llegó a la cima de la montaña, posteriormente falleció en el descenso del Nanga Parbat en julio de 2006, anteriormente había alcanzado las cimas del Cho Oyu (8201m), Shisha Pangma Central (8.008 m), Gasherbrum II (8.035 m) y el Everest (8.850 m).
- Marco Cayuso, (ingeniero), miembro fundador de la Asociación Venezolana de Instructores y Guías de Montaña y parte del equipo de la primera expedición venezolana al Everest.
- Marcus Tobia, (Arquitecto) Universidad Central de Venezuela, fue fundador del Centro Excursionista Colegio Humboldt, participando en numerosas escaladas en la Cordillera de los Andes, ha liderado seis expediciones venezolanas al Himalaya, estuvo en el equipo de la expedición al Everest (8.848 m).
- Martín Echevarria, (Ingeniero) de la Universidad Simón Bolívar y máster en Administración de Sistemas de la misma casa de estudios, empresario, con más de 20 años de experiencia en montañismo, fue miembro de la primera expedición venezolana al Everest.